# Józef Stopka
Józef Stopka (Dzianisz, 2 de enero de 1942) es un deportista polaco que compitió en biatlón. Ganó una medalla de bronce en el Campeonato Mundial de Biatlón de 1971, en la prueba por relevos.
Participó en los Juegos Olímpicos de Sapporo 1972, ocupando el séptimo lugar en la prueba por relevos.

## Palmarés internacional
| Campeonato Mundial | Campeonato Mundial      | Campeonato Mundial | Campeonato Mundial |
| Año                | Lugar                   | Medalla            | Prueba             |
| ------------------ | ----------------------- | ------------------ | ------------------ |
| 1971               | Hämeenlinna (Finlandia) | Medalla de bronce  | Relevos            |